# Derek Watkins
Pour les articles homonymes, voir Watkins.
Derek Watkins, né le 2 mars 1945 à Reading, Berkshire et mort le 22 mars 2013 à Claygate, Surrey, est un trompettiste et bugliste anglais.

## Carrière
Derek Watkins est né dans une famille de musiciens de brass band : son arrière-grand-père jouait à l'Armée du salut au Pays de Galles, son grand-père enseignait les cuivres à l'Université de Reading et a fondé le Reading Spring Gardens Brass Band plus tard dirigé par son père. Derek commence l'apprentissage du cornet à quatre ans et joue dans les orchestres de son père jusqu'à ce qu'il devienne musicien professionnel à 17 ans.
Il part à Londres et joue dans différents orchestres au début des années 1960, notamment ceux de Jack Dorsey au London Astoria et de Billy Ternent au London Palladium. Il devient ensuite musicien indépendant.
Watkins joue dans les big bands de Ted Heath et de John Dankworth, et joue et enregistre en 1969 avec Benny Goodman.
De 1970 à 1974, il est musicien de studio à Los Angeles et enregistre avec The Beatles, Eric Clapton, Elton John, Frank Sinatra et Barbra Streisand. Il se produit régulièrement au club de jazz Dante's avec Louie Bellson et Don Menza, et joue avec Count Basie, Oscar Peterson et Dizzy Gillespie qui le surnomme Mr. Lead. Par la suite, il intègre le James Last Orchestra où il officiera
pendant de nombreuses années.
Dans le domaine de la musique classique, il joue avec l'Orchestre philharmonique royal, l'Orchestre symphonique de Londres, mais aussi avec des chanteurs d'opéra comme José Carreras, Plácido Domingo et Kiri Te Kanawa.
Il meurt d'un cancer à l'âge de 68 ans.

### Cinéma et télévision
En 1962, à 17 ans, Watkins participe à la bande originale du premier James Bond, James Bond 007 contre Dr No. Ses suraigus seront mis en valeur dans le troisième film de la série, Goldfinger, alors qu'il a 19 ans. Il participe à l'enregistrement de la musique des tous les James Bond jusqu'à Skyfall en 2012.
Il joue également sur les bandes originales de Le Journal de Bridget Jones, Basic Instinct, Johnny English, Gladiator, We Want Sex Equality, Superman,  Chicago...
Avec Colin Sheen et Jamie Talbot (en), Watkins compose de la musique additionnelle pour la série Inspecteur Barnaby.

### Enseignement
Watkins enseignait la trompette à la Royal Academy of Music.
En 1975, il travaille au développement de la trompette Sovereign Studio avec Richard Smith de Boosey & Hawkes. En 1985, ils fondent leur propre manufacture, Smith-Watkins Brass Instruments, qui fournit des instruments fait-main aux musiciens de studio, aux brass bands et à l'Armée.